# Vila (Argentina)
Vila é uma comuna do departamento de Castellanos, província de Santa Fé, Argentina.